# ۴ قنطورس
۴ قنطورس یک ستاره است که در صورت فلکی قنطورس قرار دارد. این ستاره یک زیرغول کلاس B آبی-سفید با قدر ظاهری +۴٫۷۵ است و فاصلهٔ آن از زمین در حدود ۶۴۰ سال نوری است.
۴ قنطورس یک سامانه ستاره‌ای چهارتایی سلسله‌مراتبی است. ۴ قنطورس A که جزء اولیهٔ این سامانه است، یک ستارهٔ دوتایی طیفی است، به این معنی که اجزاء آن نمی‌توانند حل و فصل شوند، اما جابجایی‌های دوپلر در طیف‌سنجی آن نشانگر این است که این ستاره باید در حال چرخش مداری باشد. تناوب مداری ۴ قنطورس A برابر با ۶٫۹۲۷ روز بوده و خروج از مرکز آن ۰٫۲۳ است. از آنجا که تنها نور یکی از ستاره‌های این سامانه قابل مشاهده است (به‌عنوان مثال این سامانه یک دوتایی طیف‌سنجی است)، برخی از پارامترهای آن نظیر انحراف ناشناخته هستند. جزء ثانویه نیز یک دوتایی طیف‌سنجی است که دارای تناوب مداری معادل ۴٫۸۳۹ روز بوده و خروج از مرکز آن ۰٫۰۵ است. این جزء ثانویه یک ستارهٔ کلاس A  با پوشش فلزی است. این دو خود با ۱۴ ثانیه قوسی از یکدیگر جدا شده‌اند؛ یک بار چرخش مداری آن‌ها می‌تواند دست کم ۵۵٬۰۰۰ سال به طول بینجامد.